# لابالم (أين)
لابالم (بالفرنسية: Labalme)‏ هي بلدية فرنسية تقع في إقليم الأين في فرنسا. رمز إنسي لها هو:1200. أما الرمز البريدي لها فهو: 1450.